# 6 Hours of Spa-Francorchamps 2025

Tor Circuit de Spa-Francorchamps

6 Hours of Spa-Francorchamps 2025 (TotalEnergies 6 Hours of Spa-Francorchamps 2025) – długodystansowy wyścig samochodowy, który odbył się 10 maja 2025 roku jako trzecia runda sezonu 2025 serii FIA World Endurance Championship.

## Uczestnicy
Lista startowa została opublikowana 25 kwietnia 2025 roku i zawierała 36 zgłoszeń w 2 kategoriach – po 18 w Hypercar oraz w LMGT3.

## Harmonogram
| Dzień            | Godzina | Sesja                                     | Długość  |
| ---------------- | ------- | ----------------------------------------- | -------- |
| Czwartek, 8 maja | 11:30   | Pierwsza sesja treningowa                 | 90 minut |
| Czwartek, 8 maja | 16:30   | Druga sesja treningowa                    | 90 minut |
| Piątek, 9 maja   | 11:00   | Trzecia sesja treningowa                  | 60 minut |
| Piątek, 9 maja   | 14:40   | Sesja kwalifikacyjna – LMGT3              | 15 minut |
| Piątek, 9 maja   | 15:03   | Sesja kwalifikacyjna Hyperpole – LMGT3    | 12 minut |
| Piątek, 9 maja   | 15:25   | Sesja kwalifikacyjna – Hypercar           | 15 minut |
| Piątek, 9 maja   | 15:48   | Sesja kwalifikacyjna Hyperpole – Hypercar | 12 minut |
| Sobota, 10 maja  | 14:00   | Wyścig                                    | 6 godzin |
| Źródło           |         |                                           |          |

## Sesje treningowe
| Klasa          | Zespół                       | Samochód                       | Czas           | Okr.           |
| Sesja pierwsza | Sesja pierwsza               | Sesja pierwsza                 | Sesja pierwsza | Sesja pierwsza |
| -------------- | ---------------------------- | ------------------------------ | -------------- | -------------- |
| Hypercar       | #50 Ferrari AF Corse         | Ferrari 499P                   | 2:02,835       | 35             |
| LMGT3          | #78 Akkodis ASP Team         | Lexus RC F LMGT3               | 2:18,432       | 29             |
| Sesja druga    |                              |                                |                |                |
| Hypercar       | #6 Porsche Penske Motorsport | Porsche 963                    | 2:01,475       | 26             |
| LMGT3          | #27 Heart Of Racing Team     | Aston Martin Vantage AMR LMGT3 | 2:18,326       | 26             |
| Sesja trzecia  |                              |                                |                |                |
| Hypercar       | #50 Ferrari AF Corse         | Ferrari 499P                   | 2:00,596       | 27             |
| LMGT3          | #21 Vista AF Corse           | Ferrari 296 LMGT3              | 2:17,831       | 24             |

## Kwalifikacje
Pole position w każdej kategorii oznaczone jest pogrubieniem. Najszybsze okrążenie w sesjach kwalifikacyjnych również oznaczone jest pogrubieniem.
| Poz.   | Klasa    | Zespół                       | Kwalifikacje | Hyperpole | Poz. s. |
| ------ | -------- | ---------------------------- | ------------ | --------- | ------- |
| 1      | Hypercar | #50 Ferrari AF Corse         | 2:00,108     | 1:59,617  | 1       |
| 2      | Hypercar | #83 AF Corse                 | 2:00,539     | 1:59,964  | 2       |
| 3      | Hypercar | #51 Ferrari AF Corse         | 2:00,576     | 2:00,201  | 3       |
| 4      | Hypercar | #94 Peugeot TotalEnergies    | 2:01,387     | 2:00,218  | 4       |
| 5      | Hypercar | #12 Cadillac Hertz Team JOTA | 2:01,073     | 2:00,246  | 5       |
| 6      | Hypercar | #36 Alpine Endurance Team    | 2:00,965     | 2:00,368  | 6       |
| 7      | Hypercar | #93 Peugeot TotalEnergies    | 2:00,448     | 2:00,440  | 7       |
| 8      | Hypercar | #20 BMW M Team WRT           | 2:01,162     | 2:00,456  | 8       |
| 9      | Hypercar | #35 Alpine Endurance Team    | 2:01,220     | 2:00,763  | 9       |
| 10     | Hypercar | #38 Cadillac Hertz Team JOTA | 2:01,326     | 2:00,887  | 10      |
| 11     | Hypercar | #15 BMW M Team WRT           | 2:01,410     |           | 11      |
| 12     | Hypercar | #6 Porsche Penske Motorsport | 2:01,512     | 12        |         |
| 13     | Hypercar | #5 Porsche Penske Motorsport | 2:01,588     | 13        |         |
| 14     | Hypercar | #99 Proton Competition       | 2:01,837     | 14        |         |
| 15     | Hypercar | #8 Toyota Gazoo Racing       | 2:01,908     | 15        |         |
| 16     | Hypercar | #7 Toyota Gazoo Racing       | 2:01,911     | 16        |         |
| 17     | Hypercar | #007 Aston Martin THOR Team  | 2:02,282     | 17        |         |
| 18     | Hypercar | #009 Aston Martin THOR Team  | 2:02,403     | 18        |         |
| 19     | LMGT3    | #78 Akkodis ASP Team         | 2:19,497     | 2:17,732  | 19      |
| 20     | LMGT3    | #10 Racing Spirit of Léman   | 2:19,736     | 2:18,008  | 20      |
| 21     | LMGT3    | #77 Proton Competition       | 2:19,757     | 2:18,016  | 21      |
| 22     | LMGT3    | #88 Proton Competition       | 2:19,390     | 2:18,229  | 22      |
| 23     | LMGT3    | #54 Vista AF Corse           | 2:19,753     | 2:18,288  | 23      |
| 24     | LMGT3    | #27 Heart Of Racing Team     | 2:19,652     | 2:18,314  | 24      |
| 25     | LMGT3    | #21 Vista AF Corse           | 2:19,223     | 2:18,456  | 25      |
| 26     | LMGT3    | #92 Manthey 1ST Phorm        | 2:19,265     | 2:18,917  | 26      |
| 27     | LMGT3    | #46 Team WRT                 | 2:19,733     | 2:19,753  | 27      |
| 28     | LMGT3    | #87 Akkodis ASP Team         | 2:19,276     | –         | 28      |
| 29     | LMGT3    | #81 TF Sport                 | 2:20,215     |           | 29      |
| 30     | LMGT3    | #31 The Bend Team WRT        | 2:20,252     | 30        |         |
| 31     | LMGT3    | #85 Iron Dames               | 2:20,320     | 31        |         |
| 32     | LMGT3    | #95 United Autosports        | 2:20,482     | 32        |         |
| 33     | LMGT3    | #61 Iron Lynx                | 2:20,539     | 33        |         |
| 34     | LMGT3    | #59 United Autosports        | 2:20,857     | 34        |         |
| 35     | LMGT3    | #33 TF Sport                 | 2:21,184     | 35        |         |
| 36     | LMGT3    | #60 Iron Lynx                | 2:25,211     | 36        |         |
| Źródła |          |                              |              |           |         |

## Wyścig

### Wyniki
Minimum do bycia sklasyfikowanym (70 procent dystansu pokonanego przez zwycięzców wyścigu) wyniosło 105 okrążeń. Zwycięzcy klas są oznaczeni pogrubieniem.
| Poz.          | Klasa                     | Zespół                                            | Kierowcy                                              | Samochód                       | Opony | Okr. | Czas/Strata  |
| ------------- | ------------------------- | ------------------------------------------------- | ----------------------------------------------------- | ------------------------------ | ----- | ---- | ------------ |
| 1             | Hypercar                  | #51 Ferrari AF Corse                              | Alessandro Pier Guidi James Calado Antonio Giovinazzi | Ferrari 499P                   | M     | 150  | 6:01:07,299  |
| 2             | Hypercar                  | #50 Ferrari AF Corse                              | Antonio Fuoco Miguel Molina Nicklas Nielsen           | Ferrari 499P                   | M     | 150  | +4,229       |
| 3             | Hypercar                  | #36 Alpine Endurance Team                         | Jules Gounon Frédéric Makowiecki Mick Schumacher      | Alpine A424                    | M     | 150  | +5,148       |
| 4             | Hypercar                  | #8 Toyota Gazoo Racing                            | Sébastien Buemi Brendon Hartley Ryō Hirakawa          | Toyota GR010 Hybrid            | M     | 150  | +32,760      |
| 5             | Hypercar                  | #12 Cadillac Hertz Team JOTA                      | Alex Lynn Norman Nato Will Stevens                    | Cadillac V-Series.R            | M     | 150  | +35,966      |
| 6             | Hypercar                  | #38 Cadillac Hertz Team JOTA                      | Earl Bamber Sébastien Bourdais Jenson Button          | Cadillac V-Series.R            | M     | 150  | +45,357      |
| 7             | Hypercar                  | #7 Toyota Gazoo Racing                            | Mike Conway Kamui Kobayashi Nyck de Vries             | Toyota GR010 Hybrid            | M     | 150  | +46,022      |
| 8             | Hypercar                  | #35 Alpine Endurance Team                         | Paul-Loup Chatin Ferdinand Habsburg Charles Milesi    | Alpine A424                    | M     | 150  | +52,011      |
| 9             | Hypercar                  | #6 Porsche Penske Motorsport                      | Kévin Estre Laurens Vanthoor Pascal Wehrlein          | Porsche 963                    | M     | 150  | +1:01,871    |
| 10            | Hypercar                  | #15 BMW M Team WRT                                | Kevin Magnussen Raffaele Marciello                    | BMW M Hybrid V8                | M     | 150  | +1:17,326    |
| 11            | Hypercar                  | #93 Peugeot TotalEnergies                         | Paul di Resta Mikkel Jensen Jean-Éric Vergne          | Peugeot 9X8                    | M     | 150  | +1:17,976    |
| 12            | Hypercar                  | #5 Porsche Penske Motorsport                      | Julien Andlauer Michael Christensen Nico Müller       | Porsche 963                    | M     | 150  | +1:27,554    |
| 13            | Hypercar                  | #007 Aston Martin THOR Team                       | Harry Tincknell Tom Gamble                            | Aston Martin Valkyrie          | M     | 150  | +1:48,439    |
| 14            | Hypercar                  | #009 Aston Martin THOR Team                       | Alex Riberas Marco Sørensen                           | Aston Martin Valkyrie          | M     | 149  | +1 okrążenie |
| 15            | LMGT3                     | #21 Vista AF Corse                                | François Hériau Simon Mann Alessio Rovera             | Ferrari 296 LMGT3              | G     | 137  | +13 okrążeń  |
| 16            | LMGT3                     | #88 Proton Competition                            | Stefano Gattuso Giammarco Levorato Dennis Olsen       | Ford Mustang LMGT3             | G     | 137  | +13 okrążeń  |
| 17            | LMGT3                     | #54 Vista AF Corse                                | Thomas Flohr Francesco Castellacci Davide Rigon       | Ferrari 296 LMGT3              | G     | 137  | +13 okrążeń  |
| 18            | LMGT3                     | #77 Proton Competition                            | Bernardo Sousa Ben Tuck Benjamin Barker               | Ford Mustang LMGT3             | G     | 137  | +13 okrążeń  |
| 19            | LMGT3                     | #27 Heart Of Racing Team                          | Ian James Zacharie Robichon Mattia Drudi              | Aston Martin Vantage AMR LMGT3 | G     | 136  | +14 okrążeń  |
| 20            | LMGT3                     | #10 Racing Spirit of Léman                        | Derek DeBoer Eduardo Barrichello Valentin Hasse-Clot  | Aston Martin Vantage AMR LMGT3 | G     | 136  | +14 okrążeń  |
| 21            | LMGT3                     | #92 Manthey 1ST Phorm                             | Ryan Hardwick Riccardo Pera Richard Lietz             | Porsche 911 GT3 R LMGT3 (992)  | G     | 136  | +14 okrążeń  |
| 22            | LMGT3                     | #78 Akkodis ASP Team                              | Arnold Robin Finn Gehrsitz Yūichi Nakayama            | Lexus RC F LMGT3               | G     | 136  | +14 okrążeń  |
| 23            | LMGT3                     | #46 Team WRT                                      | Ahmad Al Harthy Valentino Rossi Kelvin van der Linde  | BMW M4 LMGT3                   | G     | 136  | +14 okrążeń  |
| 24            | LMGT3                     | #85 Iron Dames                                    | Célia Martin Rahel Frey Michelle Gatting              | Porsche 911 GT3 R LMGT3 (992)  | G     | 136  | +14 okrążeń  |
| 25            | LMGT3                     | #61 Iron Lynx                                     | Martin Berry Lin Hodenius Maxime Martin               | Mercedes-AMG LMGT3             | G     | 136  | +14 okrążeń  |
| 26            | LMGT3                     | #60 Iron Lynx                                     | Stephen Grove Brenton Grove Matteo Cairoli            | Mercedes-AMG LMGT3             | G     | 136  | +14 okrążeń  |
| 27            | LMGT3                     | #33 TF Sport                                      | Ben Keating Jonny Edgar Daniel Juncadella             | Corvette Z06 LMGT3.R           | G     | 136  | +14 okrążeń  |
| 28            | LMGT3                     | #81 TF Sport                                      | Tom van Rompuy Rui Andrade Charlie Eastwood           | Corvette Z06 LMGT3.R           | G     | 136  | +14 okrążeń  |
| 29            | LMGT3                     | #59 United Autosports                             | James Cottingham Sébastien Baud Grégoire Saucy        | McLaren 720S LMGT3 Evo         | G     | 133  | +17 okrążeń  |
| 30            | Hypercar                  | #83 AF Corse                                      | Robert Kubica Yifei Ye Philip Hanson                  | Ferrari 499P                   | M     | 111  | +39 okrążeń  |
| Nie ukończyli |                           |                                                   |                                                       |                                |       |      |              |
|               | Hypercar                  | #20 BMW M Team WRT                                | Robin Frijns René Rast                                | BMW M Hybrid V8                | M     | 132  |              |
| Hypercar      | #94 Peugeot TotalEnergies | Loïc Duval Malthe Jakobsen Stoffel Vandoorne      | Peugeot 9X8                                           | M                              | 99    |      |              |
| LMGT3         | #95 United Autosports     | Darren Leung Sean Gelael Marino Satō              | McLaren 720S LMGT3 Evo                                | G                              | 68    |      |              |
| LMGT3         | #87 Akkodis ASP Team      | Răzvan Umbrărescu Clemens Schmid José María López | Lexus RC F LMGT3                                      | G                              | 29    |      |              |
| LMGT3         | #31 The Bend Team WRT     | Yasser Shahin Timur Bogusławskij Augusto Farfus   | BMW M4 LMGT3                                          | G                              | 29    |      |              |
| Hypercar      | #99 Proton Competition    | Neel Jani Nico Pino Nicolás Varrone               | Porsche 963                                           | M                              | 2     |      |              |

### Statystyki

#### Najszybsze okrążenie
| Klasa    | Kierowca              | Zespół               | Czas     | Okr. |
| -------- | --------------------- | -------------------- | -------- | ---- |
| Hypercar | Alessandro Pier Guidi | #51 Ferrari AF Corse | 2:03,799 | 134  |
| LMGT3    | Alessio Rovera        | #21 Vista AF Corse   | 2:18,721 | 122  |
| Źródło   |                       |                      |          |      |